# Tryphosella compressa
Tryphosella compressa är en kräftdjursart som först beskrevs av Georg Ossian Sars 1891.  Tryphosella compressa ingår i släktet Tryphosella och familjen Lysianassidae. Inga underarter finns listade i Catalogue of Life.